# Kristallzüchtung
Unter Kristallzüchtung (seltener auch Kristallzucht) wird die künstliche Herstellung von Kristallen verstanden. Beide Begriffe beschreiben den technischen Prozess, der den Kristall liefert. Dies ist im Deutschen zu unterscheiden vom Kristallwachstum, dem chemischen oder physikalischen Naturvorgang, der durch Anlagerung von Atomen oder Molekülen zur Bildung von Kristallen führt. Im Englischen werden beide genannten Begriffe mit crystal growth beschrieben. Kristallisation (englisch crystallisation) bedeutet allgemein die Bildung eines oder vieler Kristalle, unabhängig vom speziellen Prozess.
Da Kristalle für viele moderne technische Anwendungen die unverzichtbare Materialbasis darstellen, wird die Züchtung von Kristallen einiger Materialien (an erster Stelle Silicium) heute in Größenordnungen von einigen Tausend Tonnen jährlich weltweit industriell betrieben. In diesen Fällen stellt also der Kristall als solcher, bzw. das daraus hergestellte Bauelement, das Ziel der Bemühungen dar. Eine andere Zielsetzung wird hingegen oft in der präparativen Chemie neuer Substanzen verfolgt. Hier werden kleine, aber gut ausgebildete Kristalle der zu untersuchenden Substanz routinemäßig durch Röntgenstrukturanalyse (Einkristalldiffraktometrie) untersucht und dadurch die Kristallstruktur bestimmt. Schon in den 1950er Jahren erfolgte durch solche Untersuchungen die Strukturbestimmung der Desoxyribonukleinsäure (DNA) als Träger der Erbinformation von Lebewesen.

## Züchtungsmethoden
Die Klassifikation erfolgt zweckmäßig nach der Art des Phasenübergangs, der zur Bildung des Kristalls führt:

### Züchtung aus der Schmelze

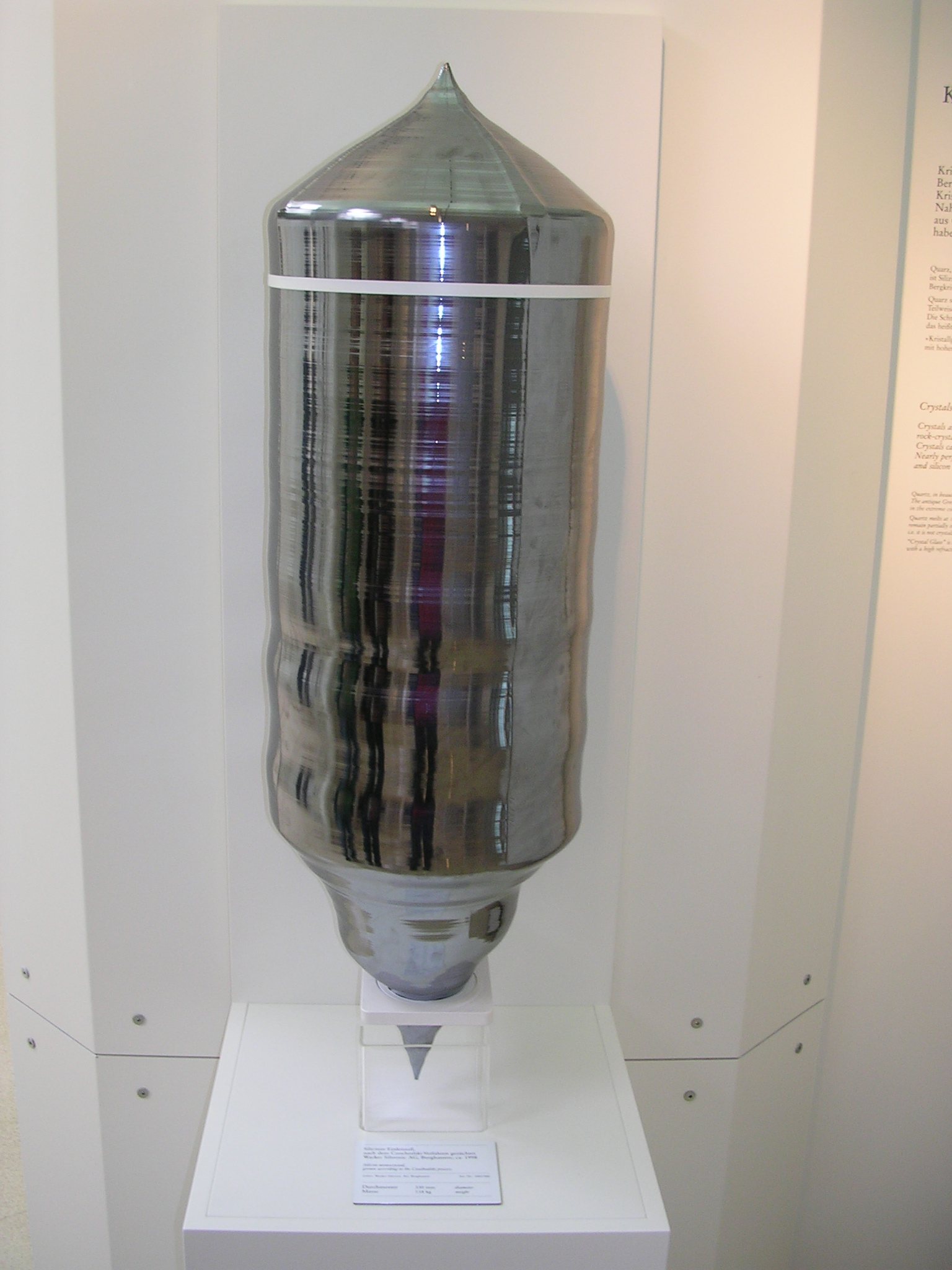
Mit dem Czochralski-Verfahren hergestellter Silizium-Einkristall

Das Kristallwachstum aus einer Schmelze wird bei allen diesen Verfahren dadurch ausgelöst, dass ein ursprünglich oberhalb der Schmelztemperatur Tf befindliches Volumen (die Schmelze) langsam auf eine Temperatur kleiner als Tf abgekühlt wird und dabei kristallisiert.
- Verneuil-Verfahren: Das pulverförmige Ausgangsmaterial wird mittels Brenner verflüssigt und tropft auf einen Impfkristall (Keimkristall).
- Bridgman-Verfahren bzw. Bridgman-Stockbarger-Verfahren: Die Schmelze befindet sich in einer Ampulle. Diese wird durch einen vertikalen Rohrofen abgesenkt, der im oberen Teil eine Temperatur T1 > Tf und im unteren Teil T2 < Tf erzeugt. Diese ursprüngliche Variante wird auch als vertikales Bridgman-Verfahren bezeichnet; es wird aber auch eine Variante mit horizontalem Temperaturgradienten betrieben (horizontales Bridgman-Verfahren).
- Nacken-Kyropoulus-Verfahren: Benannt nach Richard Nacken und Spyro Kyropoulos. Die Schmelze mit einer Temperatur nur wenig oberhalb Tf befindet sich in einem Tiegel und von oben taucht ein etwas kühlerer Keimkristall ein. Der Kristall wächst in den Tiegel hinein.
- Czochralski-Verfahren: Weiterentwicklung des vorstehenden Verfahrens. Größere Längen sind möglich, indem der Kristall langsam nach oben gezogen wird. Die Kristallisationsfront bleibt in gleicher Höhe, sodass die Temperatur besser kontrolliert werden kann. Zudem wird der Kristall langsam gedreht, um horizontale Temperaturgradienten auszugleichen. Dadurch sind größere Durchmesser möglich. Auch wird durch die Rotation die Grenzschicht vor der Kristallisationsfront dünner, sodass Verunreinigungen, die sich nicht in den Kristall einbauen sollen, schneller abtransportiert werden.
- Zonenschmelzverfahren: Wird in zwei Varianten betrieben:
  - Zonenschmelzen im Tiegel: Ähnlich dem Bridgman-Verfahren horizontal oder vertikal; allerdings ist der Ofen so konstruiert, dass sich nur eine schmale Zone oberhalb Tf befindet. Diese Zone „wandert“ durch Bewegung des Ofens oder des Tiegels durch das bei T < Tf befindliche übrige Material.
  - Tiegelfreies Zonenschmelzen (floating zone): Funktioniert nur für elektrisch leitende Materialien und wird insbesondere für Silicium-Kristalle höchster Qualität verwendet. Dabei wird ein polykristalliner Vorratsstab senkrecht durch eine Spule geschoben, die durch anliegende Wechselspannung einen Wirbelstrom im Material erzeugt. Dieser Wirbelstrom führt wegen des elektrischen Widerstandes des Materials zu einer Erwärmung bis oberhalb Tf in einer schmalen Schmelzzone. Diese wandert wiederum durch Bewegung von Kristall und Vorratsstab relativ zur Spule durch das Material.

### Züchtung aus der Gasphase
Bei der  Züchtung aus der Gasphase gibt es im Wesentlichen zwei Verfahren: die Sublimation bzw. physikalische Gasphasenabscheidung sowie die chemische Gasphasenabscheidung.
Die Sublimation bzw. physikalische Gasphasenabscheidung (PVD) wird durchgeführt, indem die zu züchtende Substanz zunächst auf physikalischem Weg verdampft wird, beispielsweise indem man sie so weit erhitzt, dass sie in die Gasphase übergeht. Dabei muss die Substanz nicht notwendigerweise zuvor geschmolzen sein (Sublimation). Ein solches Verhalten zeigt z. B. elementares Iod. Das Gas bewegt sich zu einem Keimkristall und ermöglicht unter geeigneten Bedingungen dort das Wachstum eines Kristalls.
Die chemische Gasphasenabscheidung (CVD) funktioniert technisch ähnlich; aber hier wird der Übergang der zu züchtenden Substanz S in die Gasphase erst durch eine Hilfssubstanz (Transportmittel, H) ermöglicht, weil ansonsten deren Dampfdruck und damit auch die Transportrate zu gering wäre. Damit findet an der Quelle eine Reaktion S + H → SH statt. Das gasförmige SH bewegt sich dann zum Keimkristall, wo in der Rückreaktion SH → S + H die ursprüngliche Substanz wieder gebildet und als Kristall abgeschieden wird. Die Hilfssubstanz H steht damit wieder zur Verfügung und wird im Prozess nicht verbraucht. Solche Prozesse werden oft in der Epitaxie von Halbleitern durchgeführt.

### Züchtung aus der Lösung
Im einfachsten Fall wird die Substanz in einem geeigneten Lösungsmittel (bei Salzen oft Wasser) bis zur Sättigung gelöst. Das Kristallwachstum aus der Lösung wird dann entweder durch Verdunsten des Lösungsmittels oder durch Temperaturänderung ausgelöst (meist durch Abkühlung, weil sich die Löslichkeit in der Regel mit abnehmender Temperatur verringert). Alternativ kann die Löslichkeit auch durch Zugabe anderer Substanzen (z. B. Ethanol zu wässrigen Lösungen) verringert werden. Kristallzüchtung von Salzen aus wässrigen Lösungen ist teilweise einfach und mit Mitteln des Chemie-Unterrichtes in Schulen oder zu Hause durchführbar. Entsprechende Experimentierkästen werden im Handel angeboten. Geeignete Substanzen sind z. B. Kupfervitriol, Alaune (KAl(SO4)2·12H2O oder andere) oder Gelbes Blutlaugensalz (Kaliumhexacyanidoferrat(II)-Trihydrat).
Einige Substanzen wie Siliciumdioxid (SiO2) lösen sich unter Normaldruck nur sehr schlecht in Wasser, aber unter hydrothermalen Bedingungen wesentlich besser. Dies wird in hydrothermalen Züchtungsverfahren ausgenutzt, um synthetischen Quarz herzustellen. Dabei wird das Ausgangsmaterial SiO2 in überkritischen basischen Lösungsmitteln wie Natriumhydroxid, die sich in vertikalen Autoklaven bei hohem Druck von 1000 bis 2000 bar und einer Temperatur um 390 °C befinden, gelöst. An kälteren Stellen des Reaktors um 350 °C kommt es an Keimplatten zur Kristallation, wobei die Wachstumsrate ca. 0,2 bis 1 mm pro Tag beträgt. Der so hergestellte α-Quarz ist Ausgangsmaterial für piezoelektrische Bauelemente wie Schwingquarze oder Quarzoszillatoren. Für Spezialzwecke und meist nur in der Forschung werden Schmelzlösungen eingesetzt. Hier dient eine geschmolzene andere Substanz als Lösungsmittel für das zu züchtende Material. Daneben gibt es auch die Möglichkeit mittels Elektrolyse Kristalle zu Züchten.

## Geschichte
Die (groß)industrielle Kristallzüchtung existiert erst seit Beginn des 20. Jahrhunderts mit der Erfindung des Verneuil-Verfahrens zur kommerziellen Züchtung von Rubin.
Kristalle werden allerdings schon deutlich länger gezüchtet, so entwickelten die Chinesen angeblich schon 2700 Jahre v. Chr. Verfahren zur Gewinnung von Salzkristallen. Weitere Aufzeichnungen über Kristalle und deren Gewinnung finden sich bei Plinius dem Älteren (um 23–79 n. Chr.) über Vitriole und bei Georgius Agricola (1494–1555), der u. a. über die Reinigung von Salpeter mittels Kristallisation schrieb.
Eine der ersten Solvothermalsynthesen geht auf Robert Wilhelm Bunsen zurück, der damit 1839 Barium- und Strontiumcarbonat züchtete.
1852 wurde erstmals Herapathit hergestellt, welches starke Polarisation zeigt und später kommerziell aus einer Lösung gezüchtet wurde; später wurden diese Kristalle durch Polarisationsfolien abgelöst.
Die ersten erfolgreichen Versuche, Rubin künstlich herzustellen, bevor es zum Durchbruch durch das Verneuil-Verfahren kam, gelangen H. Gaudin zwischen 1837 und 1840, allerdings glaubte dieser nur Glas hergestellt zu haben, weil die Dichte scheinbar nicht mit der von natürlichem Rubin übereinstimmte, dies lag aber vermutlich an eingeschlossenen Gasblasen.
Jan Czochralski entwickelte 1916 das nach ihm benannte Czochralski-Verfahren in Berlin. Dieses Verfahren wird heute vor allem zum Ziehen großer Silizium-Einkristalle für die Computer- und Solarindustrie verwendet.
In den darauffolgenden Jahren wuchs die Kristallzüchtung durch den Bedarf an geeigneten Materialien für die fortschreitende Technologisierung schnell an und ist heute eine der Grundlagen für viele technische Errungenschaften, beispielsweise in Lasern und der Halbleitertechnik.

## Wertung
Kristalle sind für viele wissenschaftlich-technische Anwendungen unverzichtbare Schlüsselmaterialien und entsprechend ist Kristallzüchtung auf hohem qualitativen und quantitativen Niveau heute weltweit sowohl in der Industrie als auch in Universitäten und Forschungsinstituten etabliert. Scheel gibt folgende Daten für die weltweite Gesamtproduktion aller Kristallarten an: 1979: 5.000 Tonnen, 1986: 11.000 Tonnen, 1999: 20.000 Tonnen. Diese Gesamtmengen verteilen sich etwa wie folgt:
| Materialgruppe | Anteil | Beispiele                  |
| -------------- | ------ | -------------------------- |
| Halbleiter     | 60 %   | Silicium, Galliumarsenid   |
| Szintillatoren | 12 %   | Tl:CsI, BGO                |
| Optik          | 10 %   |                            |
| Akustooptik    | 10 %   | Lithiumniobat              |
| Laser, NLO     | 05 %   | Cr:Al2O3 (Rubin), Nd:YAG   |
| Uhren, Schmuck | 03 %   | Al2O3-Kristall als Uhrglas |